# Anopheles lungae
Anopheles lungae är en tvåvingeart som beskrevs av John Nicholas Belkin och Schlosser 1944. Anopheles lungae ingår i släktet Anopheles och familjen stickmyggor. Inga underarter finns listade i Catalogue of Life.